# Gaspare Pacchierotti
Gaspare (o Gasparo) Pacchiarotti, anche noto come Pacchierotti (Fabriano, 21 maggio 1740 – Padova, 28 ottobre 1821), è considerato uno dei maggiori cantanti lirici castrati dell'ultima fase della loro storia.

## Biografia

### Gli inizi e il periodo napoletano
Si sa abbastanza poco della sua giovinezza: probabilmente discendente del pittore di origine toscana Jacopo del Pacchia, detto Pacchiarotto, egli fu dapprima corista nella cattedrale di Forlì e poi in quella di Venezia, dove avrebbe ricevuto insegnamenti di canto anche dall'affermato compositore Ferdinando Bertoni che sarebbe rimasto suo intimo amico fino alla morte. Dopo aver fatto alcune apparizioni in pubblico con lo pseudonimo di Porfirio Pacchiarotti, interpretando, tra l'altro, il ruolo di Acronte nell'opera di Hasse, Romolo ed Ersilia, a Innsbruck, in occasione dei festeggiamenti per il matrimonio di Pietro Leopoldo d'Asburgo Lorena con l'infanta di Spagna (1765), egli fece probabilmente il suo vero e proprio debutto teatrale a Venezia nel 1766, al Teatro San Giovanni Grisostomo (oggi Malibran), interpretando la parte di Ulisse nella prima rappresentazione dell'Achille in Sciro di Gassmann.
Con la fine degli anni sessanta, Pacchierotti era ormai affermato a Venezia, sia come cantante d'opera, sia come corista in San Marco, dove era direttore musicale Baldassarre Galuppi. E fu proprio in una rappresentazione di un lavoro di quest'ultimo, Il re pastore (1769), che Pacchiarotti raccolse il suo primo grande successo come "primo uomo" interpretando la parte di Agenore. Insieme a Galuppi, che lo aveva preso sotto la propria ala protettrice, il giovane Pacchierotti si era anche recato a Pietroburgo e, al suo rientro a Venezia, in quello stesso 1769, aveva sostituito il Guarducci come "primo musico" al Teatro San Benedetto.
A partire dal 1770 il Pacchierotti si esibì prima a Palermo, poi, ripetutamente, a Napoli, ed in entrambe le piazze rimase coinvolto in aspre rivalità prima con Caterina Gabrielli e poi, nientemeno che con Caffarelli, e prese comunque parte a importanti rappresentazioni, come le riprese napoletane dell'Alessandro nell'Indie di Piccinni, e dell'Orfeo ed Euridice di Gluck. Dopo essersi esibito anche altrove, ed in particolare a Bologna, a Milano e a Forlì, dove inaugurò il nuovo teatro lirico, nel 1776 egli tornò a Napoli per la prima dell'Artaserse di Bertoni e fu coinvolto in un'oscura spiacevole storia di duelli che lo condusse in prigione e, al momento del rilascio, ad abbandonare per sempre la pur favorevole piazza di Napoli.

### La carriera nel Nord Italia e a Londra
Per i successivi quindici anni Pacchierotti si esibì nei teatri dell'Italia settentrionale, e più precisamente a Milano, Venezia, Genova, Lucca, Padova e Torino. La stagione 1778 si rivelò particolarmente felice: dopo aver riscosso un caldissimo successo nel Quinto Fabio di Bertoni, Pacchiarotti fu chiamato a partecipare, il 3 agosto, all'inaugurazione del Teatro alla Scala di Milano con il ruolo protagonistico di Asterio nell'opera prescelta allo scopo, l'Europa riconosciuta di Antonio Salieri. Nel 1785, mentre si esibiva a Venezia, ebbe la possibilità di cantare anche alle esequie del suo vecchio protettore Galuppi, esprimendo nei suoi confronti parole di commossa partecipazione e gratitudine.
Tra il 1778 e il 1791, Pacchiarotti ebbe anche occasione di visitare ripetute volte Londra riscuotendo un generale consenso e apprezzamento soprattutto da parte degli estimatori dell'opera italiana. Uno di essi, Lord Mount Edgcumbe, ci ha lasciato una certamente lusinghiera, ma comunque molto acuta, descrizione delle caratteristiche del cantante: 

La voce di Pacchiarotti era di soprano con ampia estensione, piena e dolce al massimo grado: le sue capacità di esecuzione erano rilevanti, ma egli aveva di gran lunga troppo buon gusto e troppo buon senso per fare dispiego di esse quando ciò si sarebbe tradotto in un uso fuor di luogo, [...] ben consapevole com'era che la delizia primaria del canto e la sua suprema eccellenza risiede nell'espressività toccante e nel pathos intensamente sentito. Tale era il suo genio negli abbellimenti e nelle cadenze, che la loro varietà era inesauribile. [...] Il suo recitativo era di una finezza inimitabile, al punto che perfino coloro che non capivano la lingua, non potevano mancare di comprendere, dal suo modo di porgere, dalla sua voce e dalla sua recitazione, ogni sentimento che esprimeva. Come cantante da concerto e particolarmente nelle riunioni private di società, brillava quasi di più che sul palcoscenico. [...] Non era di maniere presuntuose, ma si dimostrava grato e affezionato a tutti i suoi numerosi amici e patroni.

Durante le sue visite a Londra, Pacchiarotti si esibì soprattutto in opere del suo amico Bertoni, ormai divenuto un affermato operista, e, nonostante il suo aspetto esteriore non particolarmente brillante e la sua situazione, per dirla con Rossini, di "mutilato", non mancò neppure di colpire profondamente il cuore di più d'una nobildonna britannica, tra quelle che ebbero la ventura di ascoltarlo e di conoscerlo. Il 27 maggio 1784 fu chiamato ad eseguire diverse arie di Haendel alle celebrazioni per il centenario della nascita del compositore sassone che si tennero al Pantheon di Londra. La sua ultima visita nella capitale britannica, nel 1791, è rimasta famosa per le sue numerose esecuzioni della cantata di Haydn Arianna a Naxos, con l'accompagnamento al piano da parte del compositore.

### Gli ultimi anni
Le sue apparizioni in pubblico, comunque, avevano cominciato a diradare sin dalla fine degli anni settanta, pur mantenendo sempre un ottimo livello di qualità. Dopo il suo ultimo ritorno da Londra, egli fu di nuovo chiamato, il 16 maggio del 1792, a partecipare all'inaugurazione di un altro dei massimi teatri italiani, La Fenice di Venezia, in occasione della quale interpretò il ruolo protagonistico di Alceo ne I giuochi d'Agrigento di Paisiello. Dopo un'ultima stagione alla Fenice, Pacchiarotti si ritirò a Padova, concedendosi soltanto due ulteriori sortite pubbliche in forma di concerto al Teatro Nuovo di Padova: la prima il 13 luglio 1796 a sostegno dell'impresario Giuseppe Calegari, la seconda il 2 maggio 1797 in onore di Napoleone. A quest'ultima fu costretto a partecipare nonostante i suoi sentimenti patriottici di fedeltà alla soppressa Serenissima. L'espressione di tali sentimenti in una lettera indirizzata ad Angelica Catalani e caduta nelle mani della polizia francese, determinarono una seconda permanenza in prigione per il grande cantante italiano.
Rimasto famosissimo anche dopo il ritiro a Padova, dove acquistò nel 1804 Ca' Farsetti (che sarebbe stata trasformata dal nipote Giuseppe Cecchini Pacchierotti in un celebre castello neogotico con giardino, oggi non più esistente), Pacchierotti fu meta continua di visite da parte di figure ben note della cultura del tempo, tra cui Monti, Foscolo, Alfieri, Goldoni e Rossini. Quest'ultimo, di fronte ai rimbrotti del cantante sul carattere un po' troppo "rumoroso" della sua musica, gli avrebbe risposto con prontezza: "Datemi un altro Pacchiarotti e ben saprò come scrivere per lui!" Un altro visitatore illustre fu Stendhal, il quale rimarcò di aver appreso di più, sulla musica, nelle sei conversazioni con il grande artista, che da qualsiasi libro, in quanto di era trattato di un colloquio tra "anime".
Pacchierotti non smise comunque mai completamente di cantare, rimanendo sempre particolarmente attaccato alla raccolta di salmi di Benedetto Marcello, dalla quale affermò di aver appreso quel poco che sapeva. Il 28 giugno del 1814 egli ebbe il dolore di cantare nella Basilica di San Marco al servizio funebre in onore del suo grande amico e compositore prediletto Ferdinando Bertoni. L'ultima volta che si esibì in pubblico avvenne il 19 ottobre 1817, all'età di settantasette anni, con l'esecuzione di un mottetto nella chiesa di Mirano.
Famoso per la sua affermazione che chi sa respirare, sa anche cantare, egli si dedicò anche all'insegnamento o forse meglio a consigliare le tecniche del bel canto, avendo tra i suoi allievi Rosmunda Pisaroni e Luigia Boccabadati e fu anche autore di un trattato dal titolo "Modi generali del canto premessi alle maniere parziali onde adornare o rifiorire le nude e semplici melodie o cantilene, giusta il metodo di G.P.", che fu pubblicato a Milano soltanto nel 1836 sotto il nome di A. Calegari. Ormai però il più grande, insieme a Girolamo Crescentini, dell'ultima generazione dei castrati, si era spento da venticinque anni. La sua sepoltura è stata riscoperta nell'antico oratorio di Santa Maria Assunta annesso alla villa Pocchini-Pacchierotti ora appartenente alla nobile famiglia Zemella, situato in località Mandria nel comune di Padova. I resti riesumati sono stati sottoposti a diverse analisi da parte dei ricercatori del gruppo di Medicina Umanistica dell´Universitá di Padova, che hanno pubblicato i risultati nella rivista scientifica "Nature Scientific Reports" rivelando di aver trovato tracce nello scheletro sia degli effetti della castrazione che del lavoro di cantante.

## Caratteristiche artistiche
Nel suo ancora embrionale lavoro The Castrati in Opera, Angus Heriot scrisse: "Oggi possiamo solo immaginare come potessero sembrare, all'ascolto, i grandi cantanti del passato; ma si potrebbe azzardare l'ipotesi che, di tutti i castrati, se fossimo in grado di riascoltarli, sarebbe Pacchierotti a piacerci di più …". Come anche evidenziato dal suo estimatore londinese citato poc'anzi, Pacchiarotti aveva una voce estremamente bella, caratterizzata da un timbro grave molto potente e profondo, che faceva di lui piuttosto un mezzosopranista molto esteso (arrivava in alto al do5), che non un vero e proprio soprano. Ma soprattutto Pacchiarotti era, ed anzi si poneva consapevolmente, come erede dello stile antico del belcanto, che privilegiava il vigore espressivo e la passione (il "pathos" di Lord Mount Edgcumbe), rispetto al gusto per la coloratura acrobatica fine a sé stessa e per la corsa ai sovracuti, di cui il famoso do6 della Bastardella, sua contemporanea, era l'esemplificazione vivente. Pacchierotti, con il rigore che lo caratterizzava, con l'enorme perizia tecnica di cui era in possesso (la varietà delle sue fioriture appariva come "inesauribile"), con la sua ricerca di adesione del canto al testo, con la splendida voce calda e pastosa di cui poteva godere, si mise, insieme al Crescentini, alla testa di quella reazione artistica contro la deriva a cui il canto lirico stava andando incontro nella seconda metà del Settecento, reazione che, grazie anche all'adesione di altre figure rilevanti, come i tenori Giacomo David, Matteo Babini e Giovanni Ansani,e primedonne come Brigida Banti, Luísa Todi de Agujar e Giuseppina Grassini, creò le condizioni di quel recupero dei sistemi antichi che poi fu alla base del "gran finale" rossiniano della splendida stagione del belcanto di origine barocca.

## Ruoli creati
L'elenco seguente non è sicuramente completo (mancano ad esempio le esecuzioni di Palermo, la prima dell'Artaserse di Bertoni, etc.), ma è comunque largamente significativo della carriera di Pacchierotti. 
- Gherardo Casaglia, Almanacco, «Amadeusonline» (accesso 20 maggio 2009)

| Ruolo            | Titolo                                                                                    | Genere                                               | Autore                           | Teatro                                               | Data prima esecuzione |
| ---------------- | ----------------------------------------------------------------------------------------- | ---------------------------------------------------- | -------------------------------- | ---------------------------------------------------- | --------------------- |
| Acronte          | Romolo ed Ersilia                                                                         | dramma per musica                                    | Johann Adolf Hasse               | Opernhoftheater di Innsbruck                         | 6 agosto 1765         |
| Ulisse           | Achille in Sciro                                                                          | dramma per musica                                    | Florian Leopold Gassmann         | Teatro (Grimani) San Giovanni Grisostomo di Venezia  | 8 maggio 1766         |
| Giove            | Jupiter et Calisto                                                                        | 2ª entrée dell'opéra-ballet "Les projets de l'Amour" | Jean-Joseph de Mondonville       | Real Teatro San Carlo di Napoli                      | 29 maggio 1771        |
| Oreste           | Ifigenia in Tauride                                                                       | dramma per musica                                    | Niccolò Jommelli                 | Real Teatro San Carlo di Napoli                      | 30 maggio 1771        |
| Sammete          | Nitteti                                                                                   | dramma per musica                                    | Pasquale Anfossi                 | Real Teatro San Carlo di Napoli                      | 13 agosto 1771        |
| Ezio             | Ezio                                                                                      | dramma per musica                                    | Antonio Sacchini                 | Real Teatro San Carlo di Napoli                      | 4 novembre 1771       |
|                  | "Per festeggiare il felicissimo giorno natalizio di sua maestà cattolica" (Ferdinando IV) | cantata                                              | Vincenzo Curcio                  | Real Teatro San Carlo di Napoli                      | 12 gennaio 1772       |
| Tarquinio        | Il trionfo di Clelia                                                                      | dramma per musica                                    | Giovanni Battista Borghi         | Real Teatro San Carlo di Napoli                      | 20 maggio 1773        |
| Acronte          | Romolo ed Ersilia                                                                         | dramma per musica                                    | Josef Mysliveček                 | Real Teatro San Carlo di Napoli                      | 13 agosto 1773        |
| Adriano          | Adriano in Siria                                                                          | dramma per musica                                    | Giacomo Insanguine               | Real Teatro San Carlo di Napoli                      | 4 novembre 1773       |
| Orfeo            | Orfeo ed Euridice                                                                         | azione teatrale per musica                           | Antonio Tozzi                    | Hoftheater an der Residenz di Monaco di Baviera      | 9 gennaio 1775        |
| Valentiniano III | Ezio                                                                                      | opera seria                                          | Josef Myslivecek                 | Real Teatro San Carlo di Napoli                      | 5 giugno 1775         |
| Sammete          | La Nitteti                                                                                | dramma per musica                                    | Domenico Fischietti (Fischetti)  | Real Teatro San Carlo di Napoli                      | 4 novembre 1775       |
| Orfeo            | Orfeo ed Euridice                                                                         | dramma per musica                                    | Ferdinando Bertoni               | Teatro (Gallo) San Benedetto di Venezia              | 3 gennaio 1776        |
|                  | Tolomeo re d'Egitto                                                                       | cantata                                              | Joseph Anton Schuster            | Real Teatro San Carlo di Napoli                      | 12 gennaio 1776       |
| Osmida           | Didone abbandonata                                                                        | dramma per musica                                    | Joseph Anton Schuster            | Real Teatro San Carlo di Napoli                      | 12 marzo 1776         |
| Arsace           | Medonte                                                                                   | opera seria                                          | Ferdinando Bertoni               | Nuovo Teatro Regio di Torino                         | 27 dicembre 1777      |
| Quinto Fabio     | Quinto Fabio                                                                              | dramma per musica                                    | Ferdinando Bertoni               | Teatro Interinale di Milano                          | 31 gennaio 1778       |
| Asterio          | Europa riconosciuta                                                                       | dramma serio per musica                              | Antonio Salieri                  | Teatro alla Scala di Milano (inaugurazione)          | 3 agosto 1778         |
| Rinaldo          | Armida abbandonata                                                                        | dramma per musica                                    | Ferdinando Bertoni               | Teatro (Gallo) San Benedetto di Venezia              | 26 dicembre 1780      |
| Sabino           | Giulio Sabino                                                                             | dramma per musica                                    | Giuseppe Sarti                   | Teatro (Gallo) San Benedetto di Venezia              | 3 gennaio 1781        |
| ===              | Il tributo                                                                                | cantata                                              | Venanzio Rauzzini                | residenza di William Beckford a Fonthill (Wiltshire) | 29 settembre 1781     |
| Gualtieri        | Il disertore francese                                                                     | dramma per musica                                    | Francesco Bianchi                | Teatro (Gallo) San Benedetto di Venezia              | 26 dicembre 1784      |
| Poro             | Alessandro nell'Indie                                                                     | dramma per musica                                    | Francesco Bianchi                | Teatro (Gallo) San Benedetto di Venezia              | 28 gennaio 1785       |
| Timante          | Demofoonte                                                                                | dramma per musica                                    | Alessio Prati                    | Teatro (Gallo) San Benedetto di Venezia              | 26 dicembre 1786      |
| Zamti            | L'orfano cinese                                                                           | dramma per musica                                    | Francesco Bianchi                | Teatro (Gallo) San Benedetto di Venezia              | 30 gennaio 1787       |
| Alcéo-Clearco    | I giuochi di Agrigento                                                                    | dramma per musica                                    | Giovanni Paisiello               | Teatro alla Fenice di Venezia (inaugurazione)        | 16 maggio 1792        |
| Tarara           | Tarara o sia La virtù premiata                                                            | dramma per musica                                    | Francesco Bianchi                | Teatro alla Fenice di Venezia                        | 26 dicembre 1792      |
| Don Pedro        | Ines de Castro                                                                            | dramma per musica                                    | Giuseppe Giordani "Giordaniello" | Teatro alla Fenice di Venezia                        | 28 gennaio 1793       |